# Schloss Opeka

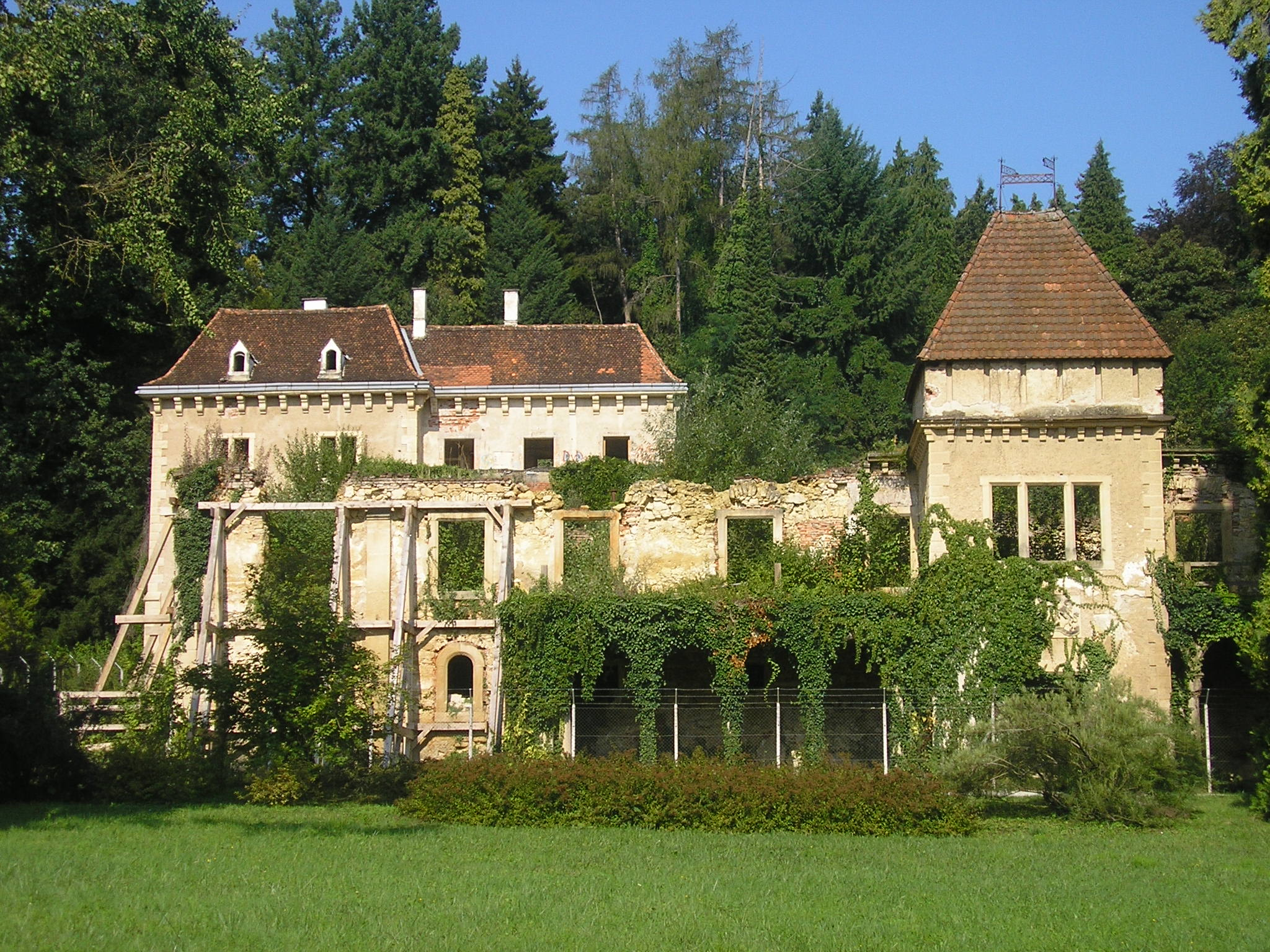
Schloss Opeka

Das Schloss Opeka (kroatisch: Dvorac Opeka) befindet sich im Norden Kroatiens, in der Gemeinde Vinica, etwa 15 Kilometer westlich von der Stadt Varaždin entfernt.
Es ist vom großen und reichlichen Arboretum umgeben, das im Jahr 1860 vom Marko Graf von Bombelles gegründet wurde. Das Schloss selbst wurde in der zweiten Hälfte des 17. Jahrhunderts im barocken Stil erbaut. Seine damaligen Eigentümer waren die Mitglieder des bedeutenden kroatischen Adelsgeschlecht Keglević.
Die Eigentümer des Schlosses waren später auch die Grafen von Nadasdy, Drašković von Trakošćan und bereits erwähnten Bombelles (bis 1945).
Heute ist Opeka im schlechten, verwitterten Zustand und wartet auf Restaurierung.